# Thomas Macnamara
Thomas James Macnamara (ur. 23 sierpnia 1861 w Montrealu, zm. 3 grudnia 1931), brytyjski polityk, członek Partii Liberalnej, minister w drugim rządzie Davida Lloyda George’a.
Urodził się w Kanadzie, gdzie w tym czasie stacjonował pułk jego ojca. Do 1892 r. pracował jako nauczyciel. Następnie został redaktorem pisma The Schoolmaster. W 1900 r. został wybrany do Izby Gmin jako reprezentant okręgu Camberwell North. W latach 1918–1924 reprezentował okręg wyborczy Camberwell North West.
W 1907 r. został parlamentarnym sekretarzem przy Radzie Samorządu Lokalnego. W latach 1908–1920 był parlamentarnym i finansowym sekretarzem przy Admiralicji. W 1911 r. został członkiem Tajnej Rady. W latach 1920–1922 był ministrem pracy.